# Leioproctus rudissimus
Leioproctus rudissimus är en biart som först beskrevs av Cockerell 1929.  Leioproctus rudissimus ingår i släktet Leioproctus och familjen korttungebin. Inga underarter finns listade i Catalogue of Life.

## Bildgalleri

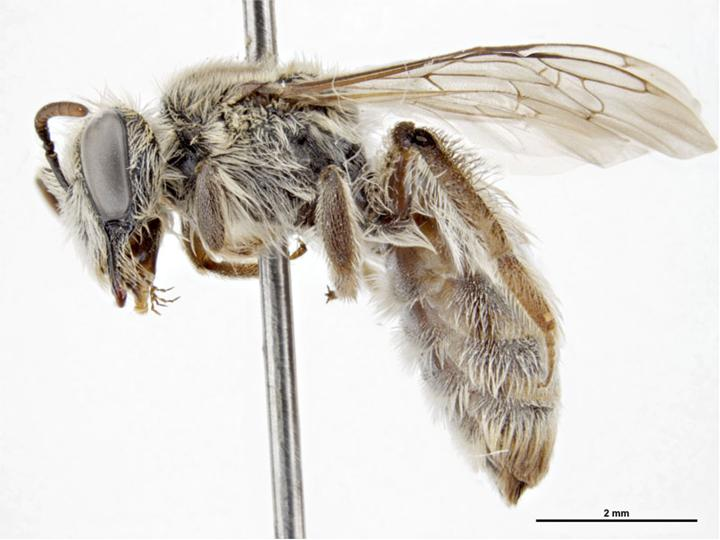